# Світова ліга з волейболу
Світова ліга (англ. FIVB World League) — найпрестижніший комерційний турнір чоловічих національних волейбольних збірних, який проводять щороку.

## Історія
Перші матчі Світової ліги відбулися 27 квітня 1990 року — цього дня в Москві на Малій спортивній арені Лужників зустрілися збірні СРСР і Нідерландів, а в Белу-Орізонті грали Бразилія та Італія. У першому розіграші взяли участь 8 команд, які загалом зіграли 52 матчі, що відвідали 270 000 глядачів.
До 2006 року кількість учасників зросла вдвічі, а призовий фонд — з 1 до 20 млн доларів. При цьому наголошується, що реальна сума призових значно менша офіційно заявленої. Наприклад, трохи більше $2 млн проти $15 млн у 2004 році; менше $6 млн проти $18,5 млн у 2011 році. Крім командних організатори Світової ліги ввели індивідуальні грошові призи для кращих гравців, чого раніше в офіційних змаганнях під егідою Міжнародної федерації волейболу (FIVB) не практикували.
Учасниками всіх турнірів Світової ліги є тільки дві збірні — Бразилія та Італія. Італійці, які домінували в 1990-ті роки, ставали переможцями трьох перших турнірів Світової ліги, а всього здобули 8 перемог. У 2010 році найтитулованішою командою Ліги стала збірна Бразилії, яка здобула золото вдев'яте. Південноамериканцям належать і інші унікальні досягнення: з 2003 по 2007 рік вони виграли 5 турнірів поспіль, а на турнірі 2004 року не зазнали жодної поразки. Три перемоги на рахунку збірної Росії, у всіх випадках у фіналах брала верх над бразильцями. Дві перемоги здобула збірна США, по одній перемозі у збірних Куби, Нідерландів, Польщі, Франції та Сербії. Три рази переможці Світової ліги в тому ж сезоні ставали олімпійськими чемпіонами — це вдавалося нідерландцям у 1996 році, бразильцям у 2004 році й американцям у 2008 році. Збірна Нідерландів зразка 1996 року є останньою командою, яка перемагала у фіналі Світової ліги на домашній арені.

## Система змагання

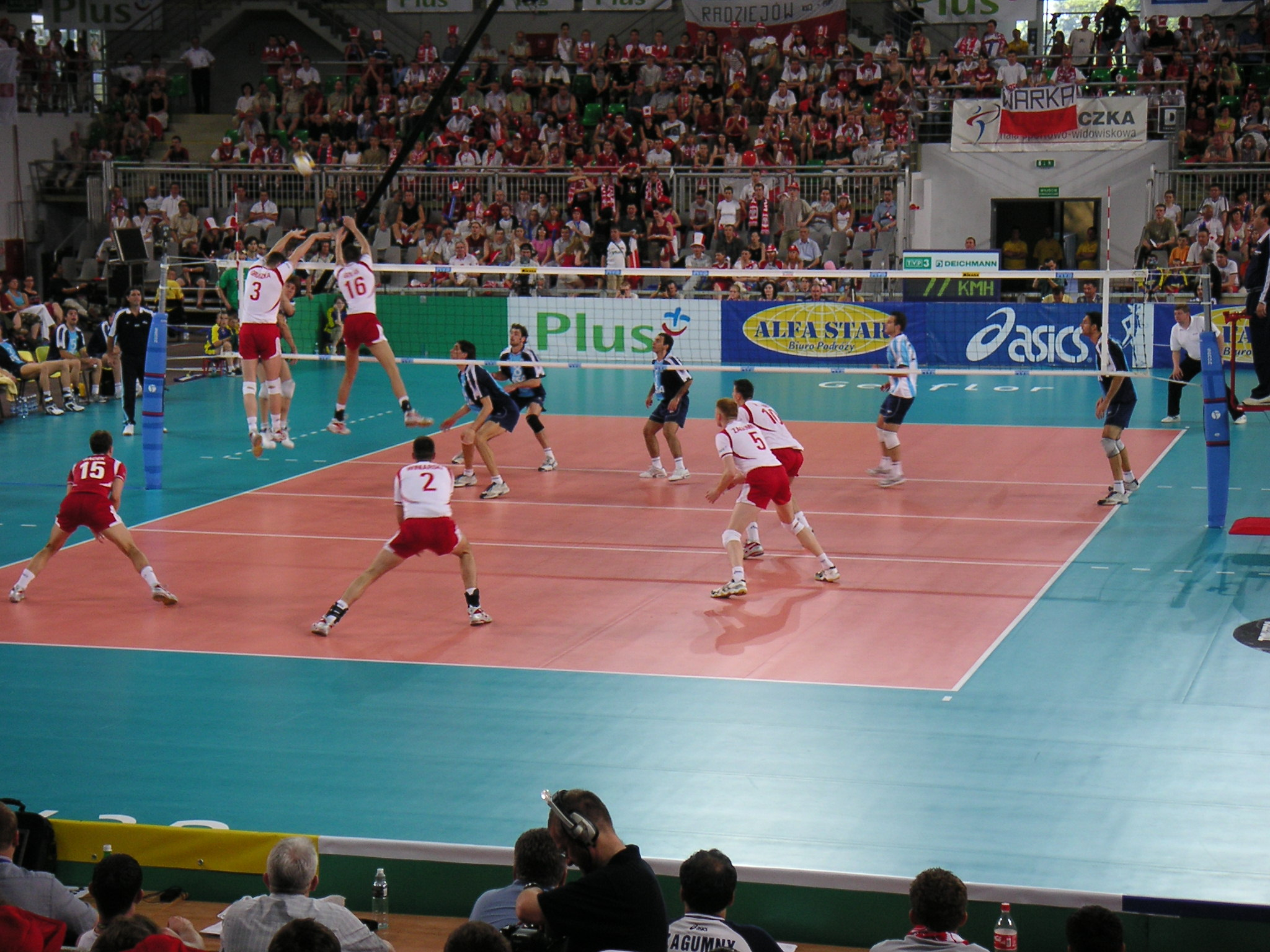
Травень 2005 року. Бидгощ. Матч інтерконтинентального раунду між збірними Польщі та Аргентини

Світова ліга, як правило, стартує в травні і є першим офіційним турніром у сезоні національних збірних. Турнір складається з попереднього (інтерконтинентального) та фінального раундів. У лист заявки команди для участі в інтерконтинентальному раунді можуть входити до 22 гравців, у фінальному раунді — до 14-ти (у тому числі 2 ліберо). До участі у Світовій лізі збірні допускають на певних фінансових умовах і при забезпеченні телевізійних трансляцій домашніх матчів.
У більшості турнірів Світової ліги на попередньому етапі застосовували систему спарених матчів з роз'їздами: кожна команда проводила по 4 гри з кожним із суперників по групі — два матчі вдома (за один уїк-енд) і два матчі в гостях.
У фінальних раундах Світової ліги в різні роки брали участь від чотирьох до восьми команд. Організатора фінального раунду визначають до початку змагань і він бере участь у ньому незалежно від результатів інтерконтинентального раунду.
З 2009 року застосовують «італійську» систему підрахунку очок (3 очки за перемогу з рахунком 3:0 і 3:1, 2 очки за перемогу 3:2, 1 очко, за поразку 2:3, 0 очок за поразку 0:3 і 1:3). Також у 2009 році вперше провели відбірковий турнір за участю 6 команд: двох найгірших збірних Світової ліги-2009 і чотирьох претендентів.
У 2013 році в турнірі Світової ліги вперше взяли участь 18 збірних, розділених на інтерконтинентальному раунді на три групи по 6 команд, причому в групах A і B були зібрані найсильніші команди згідно з рейтингом Міжнародної федерації волейболу. В кожній з груп три кращі команди провели зі своїми суперниками три спарених домашніх матчі і два виїзні. У «Фінал шести» вийшли його організатор, по дві команди з груп A і B і одна команда з групи C. У тому ж 2013 році на матчах Світової ліги вперше використовувалася система відеопереглядів.
Склад учасників Світової ліги-2014 розширено до 28 команд. На інтерконтинентальному раунді вони були розділені на 7 груп. У «Фінал шести» вийшли його організатор, по дві команди з груп A і B (першого дивізіону, що включає в себе 8 провідних збірних світу) і переможець «Фіналу чотирьох» за участю найсильніших колективів з квартетів C, D, E (другого дивізіону). Збірні групи F і G (третій дивізіон) зіграли за туровою системою і провели «Фінал чотирьох». Переможець другого дивізіону отримав можливість замінити в наступному сезоні слабку команду з першого дивізіону, аналогічний обмін був передбачений для учасників другого і третього дивізіонів.
У 2015 році у Світовій лізі виступили 32 команди — 8 у першому дивізіоні і по 12 у другому та третьому. З 2016 року склад учасників збільшений до 36 команд (по 12 у кожному з дивізіонів), а формула проведення інтерконтинентальних раундів стала аналогічною тій, що застосовується в розіграшах жіночого Гран-прі.

### Медальний залік

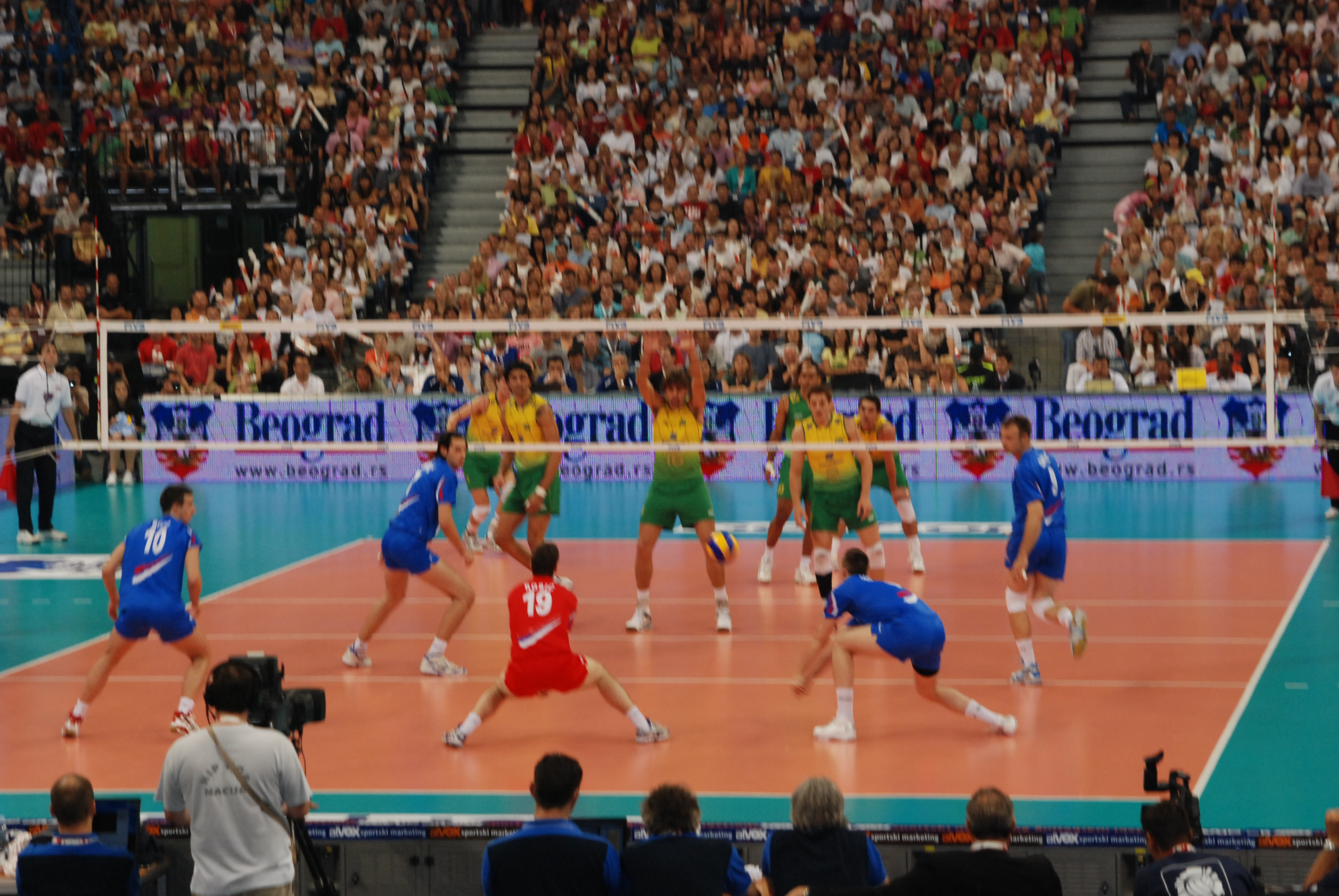
26 липня 2009 року. Белград. У фіналі Світової ліги зустрічаються збірні Сербії та Бразилії

## Фінали

### Результати
| Рік  | Місто                 | Переможець | Результат фіналу | Фіналіст             | 3-є місце            | Результат матчу за 3-є місце | 4-е місце  |
| ---- | --------------------- | ---------- | ---------------- | -------------------- | -------------------- | ---------------------------- | ---------- |
| 1990 | Осака                 | Італія     | 3:0              | Нідерланди           | Бразилія             | 3:1                          | СРСР       |
| 1991 | Мілан                 | Італія     | 3:0              | Куба                 | СРСР                 | 3:1                          | Нідерланди |
| 1992 | Генуя                 | Італія     | 3:1              | Куба                 | США                  | 3:1                          | Нідерланди |
| 1993 | Сан-Паулу             | Бразилія   | 3:0              | Росія                | Італія               | 3:0                          | Нідерланди |
| 1994 | Мілан                 | Італія     | 3:0              | Куба                 | Бразилія             | 3:2                          | Болгарія   |
| 1995 | Ріо-де-Жанейро        | Італія     | 3:1              | Бразилія             | Куба                 | 3:2                          | Росія      |
| 1996 | Роттердам             | Нідерланди | 3:2              | Італія               | Росія                | 3:2                          | Куба       |
| 1997 | Москва                | Італія     | 3:0              | Куба                 | Росія                | 3:0                          | Нідерланди |
| 1998 | Мілан                 | Куба       | —*               | Росія                | Нідерланди           | —*                           | Італія     |
| 1999 | Мар-дель-Плата        | Італія     | 3:1              | Куба                 | Бразилія             | 3:1                          | Росія      |
| 2000 | Роттердам             | Італія     | 3:2              | Росія                | Бразилія             | 3:0                          | Югославія  |
| 2001 | Катовіце              | Бразилія   | 3:0              | Італія               | Росія                | 3:0                          | Югославія  |
| 2002 | Белу-Оризонті, Ресіфі | Росія      | 3:1              | Бразилія             | Югославія            | 3:1                          | Італія     |
| 2003 | Мадрид                | Бразилія   | 3:2              | Югославія            | Італія               | 3:1                          | Чехія      |
| 2004 | Рим                   | Бразилія   | 3:1              | Італія               | Сербія та Чорногорія | 3:0                          | Болгарія   |
| 2005 | Белград               | Бразилія   | 3:1              | Сербія та Чорногорія | Куба                 | 3:2                          | Польща     |
| 2006 | Москва                | Бразилія   | 3:2              | Франція              | Росія                | 3:0                          | Болгарія   |
| 2007 | Катовиці              | Бразилія   | 3:1              | Росія                | США                  | 3:1                          | Польща     |
| 2008 | Ріо-де-Жанейро        | США        | 3:1              | Сербія               | Росія                | 3:1                          | Бразилія   |
| 2009 | Белград               | Бразилія   | 3:2              | Сербія               | Росія                | 3:0                          | Куба       |
| 2010 | Кордова               | Бразилія   | 3:1              | Росія                | Сербія               | 3:2                          | Куба       |
| 2011 | Гданськ — Сопот       | Росія      | 3:2              | Бразилія             | Польща               | 3:0                          | Аргентина  |
| 2012 | Софія                 | Польща     | 3:0              | Росія                | Куба                 | 3:2                          | Болгарія   |
| 2013 | Мар-дель-Плата        | Росія      | 3:0              | Бразилія             | Італія               | 3:2                          | Болгарія   |
| 2014 | Флоренція             | Росія      | 3:1              | Бразилія             | Італія               | 3:0                          | Іран       |
| 2015 | Ріо-де-Жанейро        | Франція    | 3:0              | Сербія               | Росія                | 3:0                          | Польща     |
| 2016 | Краків                | Сербія     | 3:0              | Бразилія             | Франція              | 3:0                          | Італія     |

* — у 1998 році фінальний раунд проходив за коловою схемою без матчів плей-оф

### Найкращі гравці

#### MVP

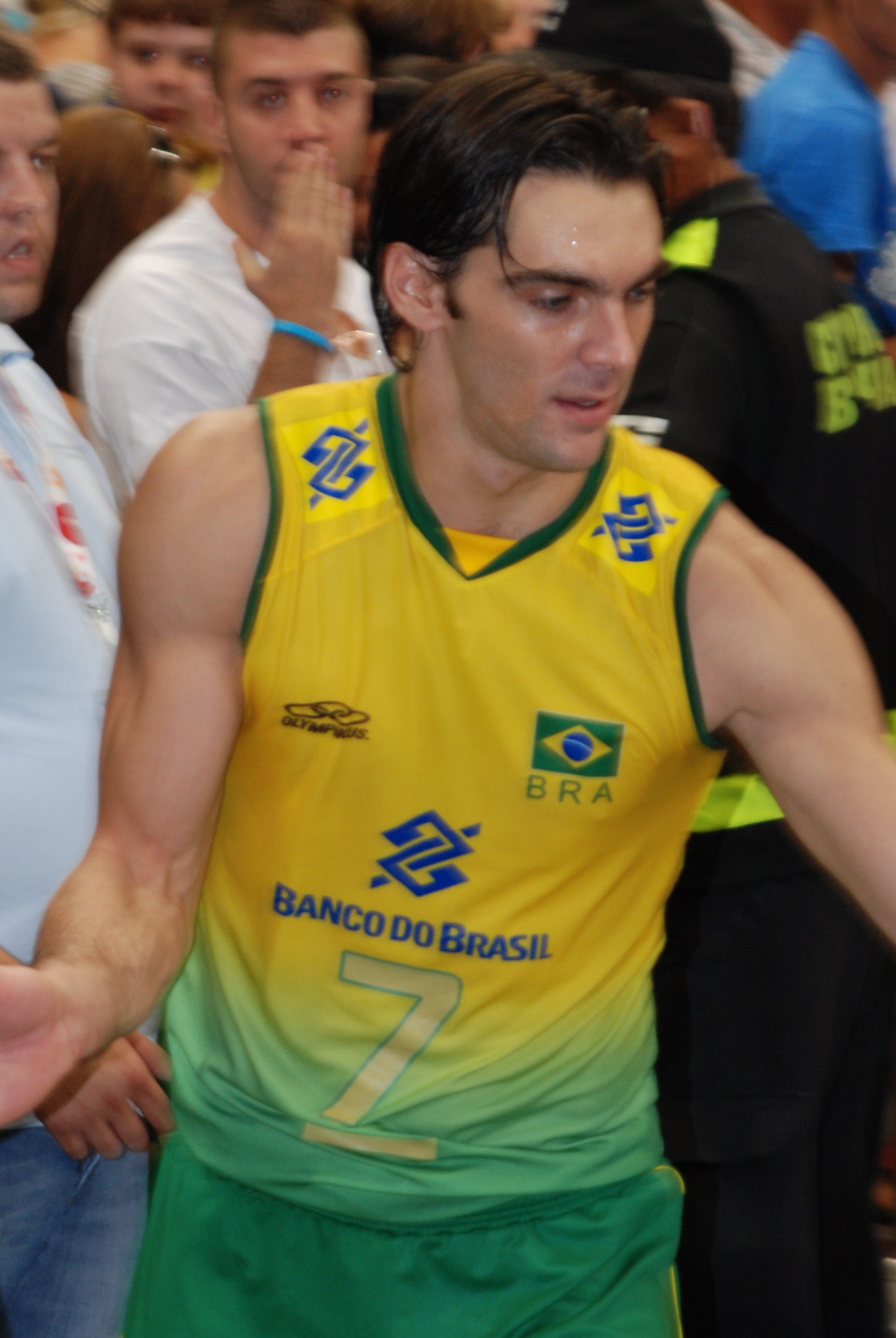
Жиба — 8-разовий чемпіон Світової ліги і MVP турніру 2006 року у Москві

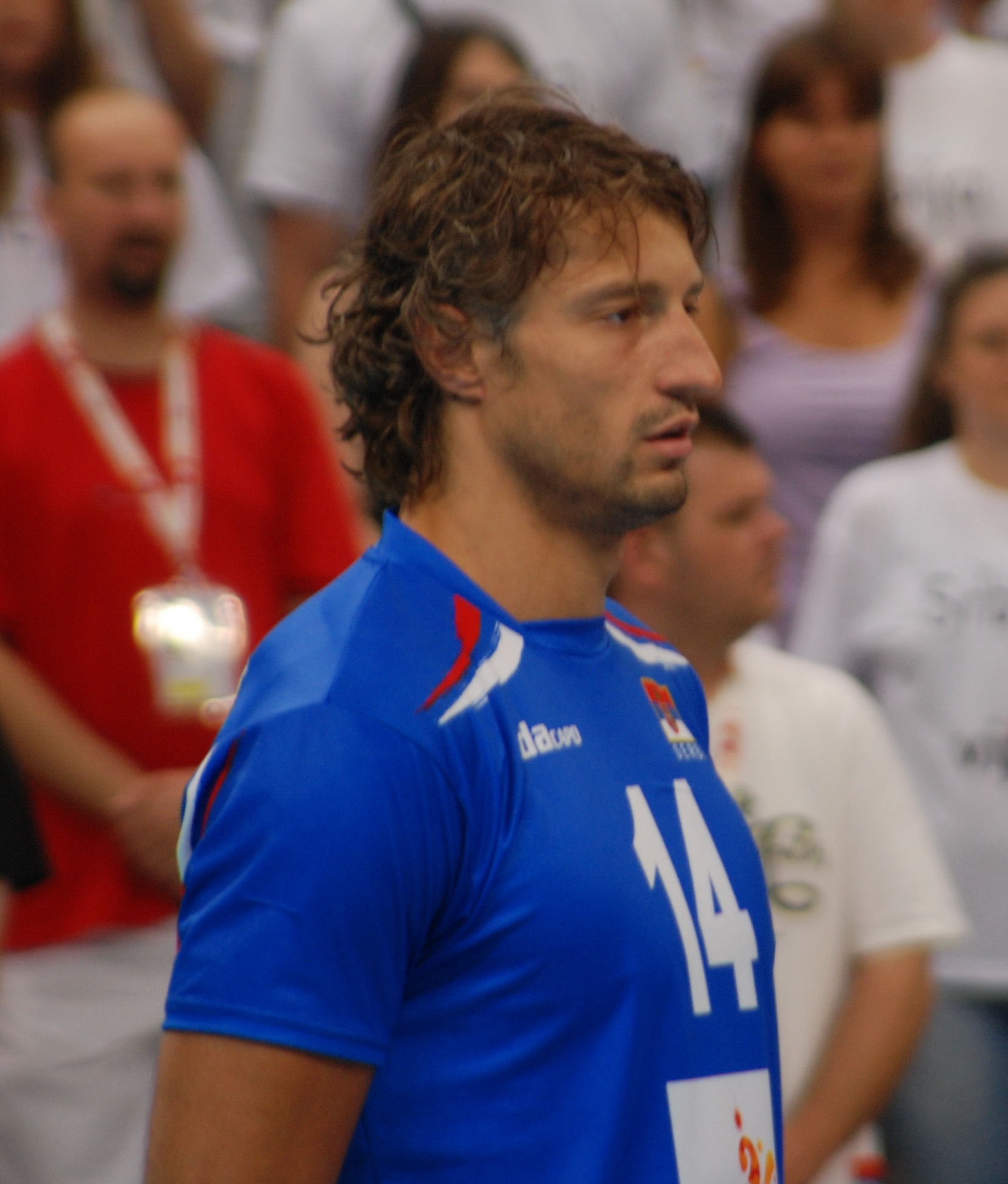
Іван Мількович 6 разів ставав найрезультативнішим у фінальних раундах Світової ліги

- 1990 — Андреа Дзордзі (Італія)
- 1991 — Андреа Дзордзі (Італія)
- 1992 — Лоренцо Бернарді (Італія)
- 1993 — Джоване (Бразилія)
- 1994 — Андреа Джані (Італія)
- 1995-2004 — приз MVP не присуджувався
- 2005 — Іван Мількович (Сербія і Чорногорія)
- 2006 — Жиба (Бразилія)
- 2007 — Рікардо (Бразилія)
- 2008 — Ллой Болл (США)
- 2009 — Сержіо (Бразилія)
- 2010 — Муріло (Бразилія)
- 2011 — Максим Михайлов (Росія)
- 2012 — Бартош Курек (Польща)
- 2013 — Микола Павлов (Росія/Україна)
- 2014 — Тейлор Сандер (США)
- 2015 — Ервін Н'Ґапет (Франція)
- 2016 — Марко Івович (Сербія)

#### Найрезультативніші
- 1995 — Дмитро Фомін (Росія)
- 1996 — Лоренцо Бернарді (Італія)
- 1997 — Гьойдо Гьортзен (Нідерланди)
- 1998 — Освальдо Ернандес (Куба)
- 1999 — Освальдо Ернандес (Куба)
- 2000 — Андреа Сарторетті (Італія)
- 2001 — Іван Мількович (Югославія)
- 2002 — Іван Мількович (Югославія)
- 2003 — Іван Мількович (Сербія і Чорногорія)
- 2004 — Андреа Сарторетті (Італія)
- 2005 — Іван Мількович (Сербія і Чорногорія)
- 2006 — Себастьян Рюетт (Франція)
- 2007 — Семен Полтавський (Росія/Україна)
- 2008 — Іван Мількович (Сербія)
- 2009 — Іван Мількович (Сербія)
- 2010 — Максим Михайлов (Росія)
- 2011 — Бартош Курек (Польща)
- 2012 — Тодор Алексієв (Болгарія)
- З 2013 року індивідуальний приз найрезультативнішому гравцю не вручали.

## Учасники
Розподіл команд по дивізіонам показано для турніру 2016 року:
| Збірні | Участь                                                 | Участь у фінальних турнірах                              | Найкращі результати                                 |
| --- | ------------------------------------------------------ | -------------------------------------------------------- | --------------------------------------------------- |
| Австралія | 4 (1999, 2014—2016)                                    | 1 (2014)                                                 | 8-е місце (2015)                                    |
| Аргентина | 18 (1996—2002, 2005—2007, 2009—2016)                   | 5 (1999, 2009—2011, 2013)                                | 4-е місце (2011)                                    |
| Бельгія | 3 (2014—2016)                                          | —                                                        | 9-е місце (2016)                                    |
| Болгарія | 19 (1994—1998, 2003—2016)                              | 10 (1994, 1995, 1997, 2003, 2004, 2006, 2007, 2011—2013) | 4-е місце (1994, 2004, 2006, 2012, 2013)            |
| Бразилія | 27 (1990—2016)                                         | 24 (1990, 1993—1997, 1999—2016)                          | 1-е місце (1993, 2001, 2003—2007, 2009, 2010)       |
| Венесуела | 8 (2001—2003, 2005, 2008, 2009, 2015, 2016)            | —                                                        | 7-е місце (2005)                                    |
| Німеччина | 12 (1992—1994, 2001—2003, 2010—2014, 2016)             | 1 (2012)                                                 | 5-е місце (2012)                                    |
| Греція | 12 (1993—1996, 1998, 2001—2005, 2015, 2016)            | 1 (2003)                                                 | 5-е місце (2004)                                    |
| Єгипет | 6 (2006—2008, 2010, 2015, 2016)                        | —                                                        | 13-е місце (2006—2008)                              |
| Іран | 4 (2013—2016)                                          | 1 (2014)                                                 | 4-е место (2014)                                    |
| Іспанія | 14 (1995—2004, 2008, 2014—2016)                        | 3 (1999, 2002, 2003)                                     | 5-е місце (1999, 2002, 2003)                        |
| Італія | 27 (1990—2016)                                         | 22 (1990—2004, 2006, 2010, 2011, 2013—2016)              | 1-е місце (1990—1992, 1994, 1995, 1997, 1999, 2000) |
| Казахстан | 2 (2015, 2016)                                         | —                                                        | 28-е місце (2015)                                   |
| Канада | 10 (1991, 1992, 1999, 2000, 2007, 2012, 2013—2016)     | 1 (2013)                                                 | 5-е місце (2013)                                    |
| Катар | 1 (2016)                                               | —                                                        | 31-е місце (2016)                                   |
| КНР | 17 (1990, 1992—1997, 2002, 2004, 2006—2010, 2014—2016) | 1 (1996)                                                 | 6-е місце (1996)                                    |
| Куба | 26 (1991—2016)                                         | 15 (1991—1999, 2001, 2005, 2009—2012)                    | 1-е місце (1998)                                    |
| Мексика | 3 (2014—2016)                                          | —                                                        | 25-е місце (2014)                                   |
| Нідерланди | 20 (1990—2003, 2009, 2010, 2013—2016)                  | 10 (1990—1992, 1994, 1996—1998, 2000—2002)               | 1-е місце (1996)                                    |
| Польща | 19 (1998—2016)                                         | 9 (2001, 2002, 2005, 2007, 2008, 2011, 2012, 2015, 2016) | 1-е місце (2012)                                    |
| Португалія | 19 (1999, 2001—2006, 2011—2016)                        | —                                                        | 5-е місце (2005)                                    |
| Пуерто-Рико | 4 (2011, 2014—2016)                                    | —                                                        | 16-е місце (2011)                                   |
| Південна Корея                                                                                                 | 18 (1991—1995, 1997, 1998, 2006—2016)                  | 1 (1995)                                                 | 6-е місце (1995)                                    |
| Росія | 22 (1993—2003, 2006—2016)                              | 19 (1993—2003, 2006—2011, 2013, 2014)                    | 1-е місце (2002, 2011, 2013)                        |
| Сербія | 10 (2007—2016)                                         | 5 (2008—2010, 2015, 2016)                                | 1-е місце (2016)                                    |
| Сербія та Чорногорія *                                                                                         | 9 (1997, 1998, 2000—2006)                              | 7 (2000—2006)                                            | 2-е місце (2003, 2005)                              |
| Словаччина | 3 (2014—2016)                                          | —                                                        | 21-е місце (2016)                                   |
| Словенія | 1 (2016)                                               | —                                                        | 25-е місце (2016)                                   |
| СРСР ** | 3 (1990—1992)                                          | 2 (1990, 1991)                                           | 3-є місце (1991)                                    |
| США | 19 (1990—1995, 2000, 2001, 2006—2016)                  | 10 (1992, 2000, 2007—2009, 2011, 2012, 2014—2016)        | 1-е місце (2008, 2014)                              |
| Китайський Тайбей                                                                                              | 1 (2016)                                               | —                                                        | 28-е місце (2016)                                   |
| Туніс | 3 (2014—2016)                                          | —                                                        | 27-е місце (2014)                                   |
| Туреччина | 3 (2014—2016)                                          | —                                                        | 16-е місце (2016)                                   |
| Фінляндія | 12 (1993, 2006—2016)                                   | —                                                        | 7-е місце (2007, 2009)                              |
| Франція | 18 (1990—1992, 1999—2016)                              | 6 (2001, 2002, 2006, 2007, 2015, 2016)                   | 1-е місце (2015)                                    |
| Чорногорія | 2 (2015, 2016)                                         | —                                                        | 22-е місце (2015)                                   |
| Чехія | 4 (2003, 2014—2016)                                    | 1 (2003)                                                 | 4-е місце (2003)                                    |
| Японія | 23 (1990—1997, 2001—2009, 2011—2016)                   | 1 (2008)                                                 | 6-е місце (1990, 1993, 2008)                        |
| * До 2002 року — збірна Союзної Республіки Югославія. ** В 1992 році — збірна Співдружності Нежалежних Держав. |                                                        |                                                          |                                                     |